# Simon Eder
Pour les articles homonymes, voir Eder.
Simon Eder, né le 23 février 1983 à Zell am See, est un biathlète autrichien. Il est deux fois médaillé olympique en relais et quatre fois médaillé mondial dont deux fois individuellement.

## Biographie
Il est le fils d'Alfred Eder, ancien biathlète de haut niveau et entraîneur dans l'équipe nationale autrichienne. Sa cousine Sandra Flunger entraîne dans l'équipe féminine autrichienne de biathlon.

## Carrière
Membre du club de Saalfelden, il démarre le biathlon à l'âge de douze ans puis apparaît au niveau international en 2002, où il remporte le titre de champion du monde junior de l'individuel. En 2003, il obtient d'autres succès dans la Coupe d'Europe junior (3 manches gagnées) et les Championnats d'Europe junior à Forni Avoltri, où il décroche la médaille d'or au sprint et la médaille d'argent à la poursuite.
L'hiver suivant,alors qu'il obtient son premier podium en sénior dans la Coupe d'Europe en sénior à Obertilliach, il ajoute une médaille de bronze aux Championnats du monde junior sur le sprint à son palmarès. Il fait alors ses débuts en Coupe du monde en mars 2004 à Holmenkollen. Eder marque ses premiers points trois ans plus tard à Östersund (37e de la poursuite) et effectue dès lors sa première saison complète dans l'élite, qui inclut une sélection aux Championnats du monde à Anterselva.
Au début de la saison 2007-2008, il se rapproche déjà du top dix en affichant deux onzièmes places lors des individuels de Kontiolahti et Pokljuka, lieu même où il monte sur son premier podium avec ses coéquipiers du relais. Il conserve sa forme tout au long de l'hiver pour totaliser cinq top dix en individuel, dont deux à Pyeongchang et deux à Oslo (au mieux septième).
En janvier 2009, après divers résultats en demi-teinte, il s'immisce pour la première fois sur le podium en Coupe du monde sur la poursuite d'Anterselva, à la faveur d'un sans faute au tir, devancé seulement par Björn Ferry. Sur sa lancée, il lutte de manière constante avec les meilleurs à Trondheim, où il termine sur le podium sur les trois manches individuelles disputée, dont deux fois deuxième.
Le 29 mars 2009, il obtient son premier succès en Coupe du monde en remportant la dernière épreuve de la saison 2008-2009, une mass start organisée à Khanty-Mansiïsk. Durant l'hiver, en plus de ses premiers podiums individuels, il décroche une première récompense lors des Championnats du monde. À Pyeongchang, en effet, il fait partie du quatuor autrichien sacré vice-champion du monde de relais masculin. Il y est aussi huitième du sprint et de la mass-start. Lors de la saison 2009-2010, Eder fait son entrée dans le top dix du classement général de la Coupe du monde avec le huitième rang, montant notamment sur un podium devant son public à Hochfilzen, où il est aussi deuxième un an plus tard, pour son seul podium personnel, jusqu'à l'individuel d'Östersund en fin d'année 2013.
En 2010, lors des Jeux de Vancouver, il fait partie de l'équipe autrichienne remportant la médaille d'argent au relais avec Christoph Sumann, Dominik Landertinger et Daniel Mesotitsch, alors qu'il a réailsé trois top 10 dans des épreuves individuelles. Le même groupe prend la médaille d'argent sur le relais lors des Jeux de Sotchi. Après ces Jeux, il remporte sa deuxième épreuve individuelle lors de la poursuite d'Oslo-Holmenkollen, avant-dernière épreuve de la saison 2013-2014 pour son deuxième podium de l'hiver.
Lors de l'hiver 2015-2016, il remporte la poursuite de Ruhpolding puis une médaille de bronze aux championnats du monde d'Oslo sur l'individuel, derrière Martin Fourcade et son coéquipier Dominik Landertinger, grâce à un 20/20 au tir. Il s'agit de son premier podium personnel en grand championnat. Il finit cinquième de la Coupe du monde et deuxième du classement spécifique de l'individuel dans cette compétition. Lors des Championnats du monde 2017, il remporte deux nouvelles médailles de bronze, obtenues sur la mass start et le relais. S'il n'est que 13e de la Coupe du monde finalement, il s'illustre au mois de mars aussi à Holmenkollen, troisième de la mass-start et à Kontiolahti, où il est deuxième de la poursuite et gagne sur le relais simple mixte à Kontiolahti avec Lisa Theresa Hauser. Dans ce même format, il s'impose avec la même partenaire au début de la saison suivante à Östersund. Il ne retranscrit pas cette performance en résultats lors des courses individuelles en 2017-2018 (0 podium).
Aux Jeux olympiques d'hiver de 2018, à Pyeongchang, il est 28e du sprint, 14e de la poursuite, 11e de l'individuel, 14e de la mass start, 4e du relais et 10e du relais mixte.
Il signe son vingtième podium individuel dans la Coupe du monde en décembre 2018 à Pokljuka, lorsqu'il se classe troisième de l'individuel à Pokljuka. Eder reste constant le reste de la saison pour finir de nouveau dans le top dix au général, au huitième rang. En 2019-2020, il est peu vu aux avants, terminant seulement deux fois dans le top dix en Coupe du monde, où il obtient deux podiums dans des relais.
Aux Championnats du monde, il confirme sa forme récente avec une médaille d'argent sur le relais mixte (discipline où les Autrichiens montent pour la première fois sur le podium), avec David Komatz, Dunja Zdouc et Lisa Theresa Hauser, ainsi que trois top dix en individuel,dont sa quatrième place à la mass-start.
Simon Eder, dont le point fort est le tir, et la particularité est d'épauler à gauche, est devenu le plus rapide dans l'exercice parmi l'élite mondiale.

## Palmarès

### Jeux olympiques
| Édition / Épreuve | Individuel | Sprint | Poursuite | Mass start | Relais                             | Relais mixte                     |
| ----------------- | ---------- | ------ | --------- | ---------- | ---------------------------------- | -------------------------------- |
| Vancouver 2010    | 5e         | 11e    | 4e        | 24e        | Médaille d'argent, Jeux olympiques | Épreuve inexistante à cette date |
| Sotchi 2014       | 4e         | 7e     | 8e        | 16e        | Médaille d'argent, Jeux olympiques | —                                |
| Pyeongchang 2018  | 11e        | 28e    | 14e       | 14e        | 4e                                 | 10e                              |
| Pékin 2022        | 20e        | 18e    | 37e       | 7e         | 10e                                | 10e                              |

Légende :
- : première place, médaille d'or
- : deuxième place, médaille d'argent
- : troisième place, médaille de bronze
- — : non disputée par Eder
- : pas d'épreuve

### Championnats du monde
| Édition / Épreuve       | Individuel                | Sprint | Poursuite | Mass start                | Relais                    | Relais mixte             | Relais mixte simple              |
| ----------------------- | ------------------------- | ------ | --------- | ------------------------- | ------------------------- | ------------------------ | -------------------------------- |
| Antholz-Anterselva 2007 | 68e                       | —      | —         | —                         | 6e                        | —                        | Épreuve inexistante à cette date |
| Östersund 2008          | 20e                       | 33e    | 23e       | 15e                       | 4e                        | —                        | Épreuve inexistante à cette date |
| Pyeongchang 2009        | —                         | 8e     | 14e       | 8e                        | Médaille d'argent, monde  | —                        | Épreuve inexistante à cette date |
| Khanty-Mansiïsk 2011    | 16e                       | 17e    | 13e       | 8e                        | 8e                        | —                        | Épreuve inexistante à cette date |
| Ruhpolding 2012         | 23e                       | 45e    | 34e       | —                         | 5e                        | —                        | Épreuve inexistante à cette date |
| Nové Město 2013         | 42e                       | 9e     | 12e       | 17e                       | 4e                        | —                        | Épreuve inexistante à cette date |
| Kontiolahti 2015        | 20e                       | 46e    | 12e       | 19e                       | 5e                        | 5e                       | Épreuve inexistante à cette date |
| Holmenkollen 2016       | Médaille de bronze, monde | 27e    | 16e       | 11e                       | 4e                        | 5e                       | Épreuve inexistante à cette date |
| Hochfilzen 2017         | 12e                       | 22e    | 12e       | Médaille de bronze, monde | Médaille de bronze, monde | 9e                       | Épreuve inexistante à cette date |
| Östersund 2019          | Ab.                       | 15e    | 10e       | 7e                        | 8e                        | —                        | —                                |
| Antholz-Anterselva 2020 | 40e                       | 37e    | 12e       | —                         | 6e                        | —                        | 6e                               |
| Pokljuka 2021           | 7e                        | 16e    | 9e        | 4e                        | 10e                       | Médaille d'argent, monde | 6e                               |
| Oberhof 2023            | N.P.                      | 23e    | 37e       | —                         | —                         | 4e                       | —                                |
| Nové Město 2024         | 12e                       | 62e    | —         | 25e                       | 12e                       | 6e                       | 9e                               |
| Lenzerheide 2025        | 41e                       | 26e    | 32e       | —                         | 12e                       | 17e                      | 8e                               |

Légende :
- : première place, médaille d'or
- : deuxième place, médaille d'argent
- : troisième place, médaille de bronze
- — : non disputée par Eder
- Ab. : abandon
- N.P. : non-partant
- : pas d'épreuve

### Coupe du monde
- Meilleur classement général : 5e en 2014 et 2016.
- 49 podiums :
  - 20 podiums individuels : 3 victoires, 9 deuxièmes places et 8 troisièmes places.
  - 19 podiums en relais : 2 victoires, 7 deuxièmes places et 10 troisièmes places.
  - 1 podium en relais mixte : 1 deuxième place.
  - 9 podiums en relais mixte simple : 2 victoires, 5 deuxièmes places et 2 troisièmes places.

 Dernière mise à jour le 26 novembre 2024 

#### Détail des victoires
| Saison \ Épreuve | Individuel | Sprint | Poursuite    | Mass start      | Total |
| 2008-2009        |            |        |              | Khanty-Mansiïsk | 1     |
| 2013-2014        |            |        | Holmenkollen |                 | 1     |
| 2015-2016        |            |        | Ruhpolding   |                 | 1     |
| Total            | 0          | 0      | 2            | 1               | 3     |

#### Classements en Coupe du monde
| Saison    | Individuel | Individuel | Sprint | Sprint   | Poursuite | Poursuite | Mass start | Mass start | Général | Général  |
| Saison    | Points     | Position   | Points | Position | Points    | Position  | Points     | Position   | Points  | Position |
| --------- | ---------- | ---------- | ------ | -------- | --------- | --------- | ---------- | ---------- | ------- | -------- |
| 2006-2007 | 8          | 49e        | 12     | 58e      | -         | nc        |            |            | 20      | 68e      |
| 2007-2008 | 59         | 8e         | 105    | 21e      | 111       | 18e       | 73         | 18e        | 348     | 18e      |
| 2008-2009 | 40         | 36e        | 179    | 16e      | 186       | 6e        | 176        | 4e         | 581     | 12e      |
| 2009-2010 | 67         | 18e        | 224    | 11e      | 196       | 2e        | 137        | 10e        | 653     | 8e       |
| 2010-2011 | 73         | 19e        | 209    | 12e      | 183       | 5e        | 117        | 13e        | 582     | 11e      |
| 2011-2012 | 82         | 10e        | 93     | 36e      | 67        | 37e       | 11         | 49e        | 253     | 34e      |
| 2012-2013 | 30         | 40e        | 260    | 5e       | 179       | 11e       | 140        | 9e         | 607     | 11e      |
| 2013-2014 | 79         | 2e         | 228    | 9e       | 237       | 3e        | 49         | 23e        | 585     | 5e       |
| 2014-2015 | 31         | 32e        | 177    | 21e      | 140       | 18e       | 174        | 4e         | 522     | 15e      |
| 2015-2016 | 138        | 2e         | 213    | 9e       | 254       | 5e        | 109        | 18e        | 714     | 5e       |
| 2016-2017 | 58         | 18e        | 167    | 15e      | 215       | 8e        | 112        | 14e        | 552     | 13e      |
| 2017-2018 | 58         | 7e         | 107    | 23e      | 180       | 9e        | 104        | 15e        | 449     | 18e      |
| 2018-2019 | 86         | 7e         | 221    | 12e      | 241       | 9e        | 153        | 8e         | 701     | 8e       |
| 2019-2020 | 56         | 17e        | 58     | 40e      | 44        | 33e       | 116        | 14e        | 274     | 24e      |
| 2020-2021 | 70         | 7e         | 160    | 20e      | 182       | 13e       | 147        | 7e         | 606     | 15e      |
| 2021-2022 | 50         | 11e        | 133    | 27e      | 138       | 18e       | 110        | 9e         | 431     | 15e      |
| 2022-2023 |            | 18e        |        | 23e      |           | 18e       |            | 14e        | 406     | 18e      |
| 2023-2024 | 46         | 22e        | 87     | 27e      | 75        | 28e       | 12         | 37e        | 220     | 30e      |

### Championnats du monde junior
- Médaille d'or de l'individuel en 2002.
- Médaille de bronze en 2004.

### Championnats d'Europe junior
- Médaille d'or du sprint en 2003.
- Médaille d'argent de la poursuite en 2003.

### IBU Cup
- 1 podium.